# Dialogue Social Enterprise
Dialogue Social Enterprise GmbH (DSE; с англ. «социальное предприятие диалога»; нем. Consens Ausstellungs GmbH) — немецкая компания, реализующая принципы социального предпринимательства для интеграции в общественную жизнь инвалидов и пожилых людей во всём мире.
Компания также проводит семинары и тренинги для персонала, используя полученный от людей с ограниченными возможностями опыт.
Кроме воплощения основной миссии и реализации бизнес-целей, модель, лежащая в основе деятельности компании, позволяет предоставлять высоковалифицированную работу людям с ограниченными возможностями.

## Организация
Компания Dialogue Social Enterprise GmbH основана в 2008 году Андреасом Хайнеке и его женой Орной Коэн (англ. Orna Cohen).
Компания объединила под единым брендом существовавшие у них на тот момент проекты.
Позже она стала разрабатывать новые направления и продавать франшизы на существующие.
Руководит компанией (CEO) Андреас Хайнеке.
Штаб-квартира компании расположена в Гамбурге (Германия).
Компания действует в стратегическом партнёрстве с Manpower Inc, Фондом Ашока, Фондом социального предпринимательства Шваба, Bain & Company, McKinsey & Company, Lovells Corporate и Springer and Jacoby Group.

## Деятельность
Компания Dialogue Social Enterprise GmbH осуществляет проекты призванные, с одной стороны, интегрировать людей с ограниченными возможностями в общество, с другой, — развить в остальных возможности, которые используют эти люди в своей повседневной жизни.
Для реализации своих целей компания создаёт музеи, проводит выставки и семинары, как самостоятельно, так и через продажу франшизы.
Ключевыми проектами компании являются:
- Диалог в темноте (англ. Dialogue in the Dark) — музей в Гамбурге, выставки и семинары в полной темноте под руководством слепых и слабовидящих людей.
- Дилог в тишине (англ. Dialogue in Silence) — выставки и семинары в полной тишине под руководством глухих и слабослышащих людей.
- Диалог со временем (англ. Dialogue with Time) — экспериментальное направление — выставки и игры об «искусстве старения» под руководством пенсионеров.

Организация работает над проектами и методиками по получении опыта мигрантов и лиц, вышедших на свободу после отбытия наказания.
Компания получает прибыль от продажи лицензий локальным партнёрам.
Пять процентов лицензионного сбора идёт ежегодному партнёру выставки, остальное покрывает накладные расходы DSE и реинвестируется в развитие.
В 2010 году бюджет компании составлял 5,5 млн долларов США.